# Clostridium tetani
Clostridium tetani es una bacteria común del suelo y el agente causante del tétanos, formadora de esporas y anaerobia. Encontrada en los hogares del ser humano y en la comida, en forma de esporas o como parásito en el tracto gastrointestinal de animales, es causante de infecciones muy graves en los humanos, y provoca la enfermedad del tétanos, generalizado: tétanos cefálico, tétanos de las heridas y tétanos neonatal. También se le conoce con el nombre de bacilo de Nicolaier, en honor a su descubridor.

## Historia
La enfermedad del tétanos, es conocida desde la antigüedad. Se conocía la relación entre heridas y espasmos musculares o convulsiones que conducían generalmente a la muerte del afectado. En 1884, la toxina del tétanos fue aislada por Francis Esquepbatete, una toxina parecida a la estricnina derivada de organismos anaeróbicos. La etiología se elucidó en ese mismo año por Antonio Carle y Giorgio Rattone, quienes demostraron la transmisión del tétanos por primera vez. La producción del tétanos en conejos se logró al inyectar en el nervio ciático con pus proveniente de un caso humano de tétanos letal. En 1890 se desarrolló el toxoide tetánico que produce inmunización activa contra la enfermedad. Esta es la base de la vacuna actual. En 1889, Clostridium tetani fue aislada de una víctima humana por Kitasato Shibasaburō, quien luego demostró que este organismo era capaz de producir la enfermedad cuando era inyectado en animales, y que la toxina podía ser neutralizada por anticuerpos específicos. En 1897, Edmond Nocard demostró que la antitoxina tetánica inducía inmunidad pasiva en humanos y era eficaz en la profilaxis y tratamiento de la enfermedad. La vacuna toxoide tetánica se desarrolló por P. Descombey en 1924, y fue usada ampliamente para prevenir el tétanos inducido por heridas de guerra en la Segunda Guerra Mundial.

## Características
Clostridium tetani  tiene una forma bacilar, más bien de  una bacteria anaeróbica que se tiñe Gram positiva en cultivos frescos, pero en cultivos establecidos, se tiñe Gram negativa. Durante el crecimiento vegetativo del organismo, no sobrevive en presencia de oxígeno, es sensible al calor y posee un flagelo que le provee motilidad. A medida que la bacteria madura, desarrolla una endospora terminal, que le da al microorganismo su apariencia característica. Las esporas de C. tetani son extremadamente resistentes al calor y a la mayoría de los antisépticos. Estas esporas están ampliamente distribuidas en tierras fertilizadas y puede encontrarse también en la piel de humanos y en heroína contaminada.

## Síntomas
El tétanos generalizado afecta a los músculos bulbares y paraespinales, esto causa trismo, risa sardónica, disfagia, irritabilidad y opistótonos.
También afecta el sistema nervioso vegetativo causando diaforesis, hipertermia, arritmias cardíacas y fluctuaciones de la tensión arterial.

## Factores de virulencia
La tetanoespasmina es una neurotoxina termolábil que bloquea la liberación de neurotransmisores inhibidores de la contracción muscular. Como consecuencia, se produce una contracción continua que conduce a la llamada contracción tetánica.
Tetanolisina-hemolisina termolábil.

## Epidemiología
Las esporas se encuentran en la mayor parte de los suelos y pueden colonizar el tracto digestivo de los humanos y los animales.
El riesgo de contraerla es mayor por parte de las personas con la inmunidad inducida por la vacunación inadecuada, la enfermedad no induce inmunidad. Este microorganismo es un anaerobio estricto lo que significa que en estado de espora ofrece resistencia a un medio ambiente adverso (oxigenado) una vez transmitido por:
1.- Una herida punzante con algo que haya estado en contacto con el suelo, o por la mordedura de un perro u otro animal en contacto con alimentos del suelo.
2.- Por inoculación directa de material infectado que franquee la barrera principal de defensa, la piel.
El tétanos es una enfermedad de distribución mundial, provoca al año más de un millón de muertos en el mundo, la mayoría de estas muertes en países en vías de desarrollo por la escasa inmunización, contaminación de heridas en los medios agrícolas y rurales, administración de drogas, abortos...afectando también especialmente a individuos en la época neonatal, la causa suele ser la infección de la herida umbilical, se calculan que mueren unos 500.000 recién nacidos al año por esta causa.
En los países desarrollados, la incidencia de esta enfermedad ha disminuido notablemente desde que se introdujo la obligatoriedad de la vacunación. 
En España la inmunización se realiza de manera rutinaria, con lo que el número de casos que se conocen a través de la Red de Vigilancia Epidemiológica muestra un descenso en el número de afectados, una media anual de 20- 25 casos en los últimos años, casi todos personas de edad avanzada mayores de 60 años, con un predominio de varones , no vacunados o vacunados de forma incompleta y pertenecientes a profesiones de riesgo o habitantes de zonas rurales.,no existiendo desde 1997 ningún caso registrado de tétanos neonatal.
El tétanos es más frecuente en zonas rurales, cálidas y húmedas, circunstancias que favorecen la supervivencia de Clostridium tetani.

## Tratamiento, prevención y control
Cuando se establece la infección, el tratamiento se enfoca a controlar los espasmos musculares, detener la producción de toxina y neutralizar los efectos de la toxina. El tratamiento incluye también la administración de inmunoglobulina tetánica, lo cual comprende anticuerpos que inhiben la toxina -llamados antitoxinas- al unirse a ella y eliminándolas del cuerpo. La unión de la toxina a las terminaciones nerviosas suele ser una unión irreversible y la inmunoglobulina es incapaz de eliminar aquella que ya esté unida. La recuperación de los nervios afectados requiere el brote de nuevos axones terminales. Largas dosis de medicamentos antibióticos como el metronidazol o penicilina G intramuscular son administradas una vez que la infección se sospeche, para detener la producción de toxina.
La prevención del tétanos consiste en el desbridamiento de la herida principal. La profilaxis es efectiva con la administración de la vacuna antitetánica, que son 3 dosis de toxoide tetánico con o sin previas inmunizaciones, seguidas de dosis de refuerzo cada diez años. Muy raramente han ocurrido casos de tétanos en individuos correctamente vacunados. 
El tétanos no se transmite de una persona a otra, y es la única enfermedad prevenible con una vacuna que es infecciosa pero no contagiosa. Una infección con C. tetani no produce inmunidad y por tanto puede volver a contraer la enfermedad, de modo que la vacuna debe ser administrada tan pronto como el paciente se haya estabilizado.